# 冀魯官話

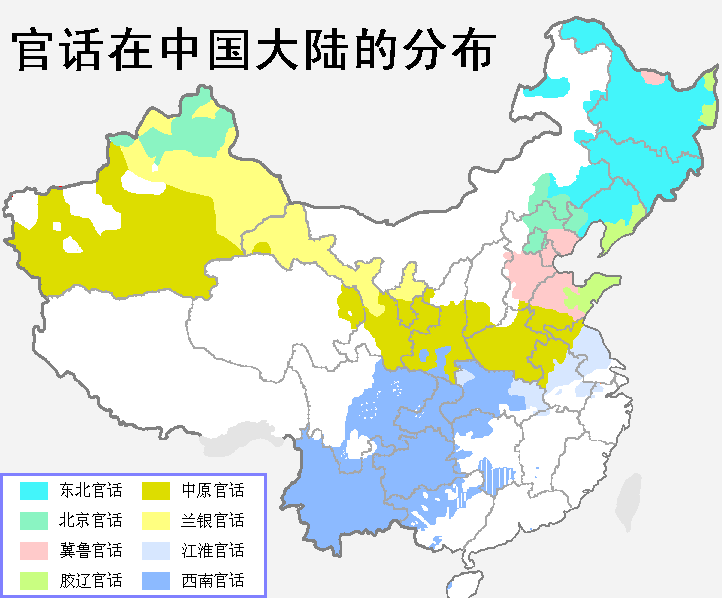
中華人民共和国の方言分布図（冀魯官話はピンク色の部分）

冀魯官話（きろかんわ）は天津、河北省南部、山東省西部及び北京市平谷県、山西省広霊県に分布する中国語の方言。北方方言（官話方言）の中の華北東北方言に含まれる。

## 特徴
冀魯官話の主な特徴はほとんどが陰平、陽平、上声、去声の四つの声調を持っていることで、かつての平声、上声、去声の三声と入声濁音声母字の変化は各地で共通している。つまりかつての平声清音声母字が今は陰平に、濁音声母字が陽平になり、上声清音声母字と次濁声母字が上声、上声全濁声母字と去声字が去声、入声次濁声母字が去声、全濁声母字が陽平となった。冀魯官話と北京官話の主な違いは古入声清音声母字の現在の声調と四声の発音の仕方にある。

## 分区
河北省の105県市、山東省の53県市、天津市の5県市、北京市の平谷県、山西広霊県の合計165県市で話される。
保唐片、石斉片、滄恵片の三つに分かれ、さらに13の小片に分類することができる。

## 参考項目
- 中国語
- 官話
- 膠遼官話
- 北京官話
- 東北官話
- 西南官話